# Lista primarilor din Slobozia
Aceasta este o listă a primarilor din Slobozia

## Secolul al XIX-lea (1801-1900)
- Bucur Șinca (sau Stanciu Mihalache, 1864-1867)
- Andrei Neagu (1867-1869)
- Tache Dobrinescu (1869-1871; 1873-1891)
- Radu Rădulescu (1891-1899)
- Grigore Vlisea (sau Ulisea, 1899)

## Secolul al XX-lea (1901-2000)
- Dumitru Teodorescu
- Barbu Haralambie (1907)
- Ion Constantinescu (1908-1913, a revenit după câțiva ani la al doilea mandat)
- Grigore Nicolescu
- Grigore Vlase
- Ion Bârzea
- Alexandru Cornea (1926)
- Titu Teodorescu (1926-1927)
- Alexandru Ghițescu
- Alexandru Cornea (ales de cel puțin trei ori)
- Constantin Copoiu (1929-1933)
- Constantin Luca Cristescu
- Ion Andreescu (1936-1937)
- Vasile Popescu
- Eliad Grigore Eremia (1940)
- Alexandru C. Popilian
- Mihail Ionescu
- Mișu L. Ionescu (1942-1944)
- Tudor Nicolae
- Gheorghe Constantinescu-Buzatu (1946)
- Vasile Butunoiu
- Tudor Roșca (1951)
- Ion Vasilescu
- Dumitru Nițu
- Gheorghe Zainea
- Emil Vlaicu
- Nicolae Ațântișanu
- Dima Bordei (1956-1964)
- Costică Ispas (1964-1968)
- Virgil Dumitrescu (1968, destituit după trei luni pentru "abateri pe linie de morală comunistă")
- Alexandru Ilie (1968-1972)
- Gheorghe Glodeanu (1972-1974)
- Grigore Radu (1974-1976)
- Petre Dobrescu (1976-1979)
- Constantin Paghici (1979-1987)
- Gheorghe Radu (1987-1989)
- Adrian Adrienescu (1990)
- Alexandru Stoica (1990-1991)
- Dumitru Drăghici (1991-1992)

## Secolul al XXI-lea (2001-prezent)
- Ioan Pinter (1992-2003, decedat în funcție)
- Gabi Ionașcu (2003-2012)
- Alexandru Stoica - pentru al doilea mandat (2012-2016)
- Adrian-Nicolae Mocioniu (2016-2020)
- Dragoș Soare (2020-2024)
- Dănuț-Alexandru Potor (din 2024, actualul primar)